# Dogtail
Dogtail (どっぐている) は、Red Hatを中心としたGUIテストツールのオープンソースプロジェクト。Pythonで書かれている。この機能は、デスクトップ画面のアクセシビリティ技術 (AT-SPI) を用いて実現している。
Dogtailのテストスクリプトは、Pythonで書く。